# Club de Radio-Experimentadores de Nicaragua
Der Club de Radio-Experimentadores de Nicaragua (CREN), deutsch wörtlich „Club der Funkexperimentatoren von Nicaragua“, ist die nationale Vereinigung der Funkamateure in Nicaragua, also der dortige Amateurfunkverband.

## Geschichte
Erste Funkaktivitäten in Nicaragua sind aus den Jahren 1933 und 1934 überliefert und mit dem Namen Don Fidel Villacorta verknüpft. Er betrieb in Granada als einer der Ersten einen Funkempfänger. Kurze Zeit später fand sich eine Gruppe von an der Funktechnik interessierter und experimentierfreudiger Menschen zusammen. Dazu zählten Dionisio Gallo, James Parker, Don Alejandro Montenegro Matus, Don Luis Bonilla und Hermano Tomás.
Schließlich, unmittelbar nach dem Zweiten Weltkrieg, am 15. September 1945, wurde der CREN gegründet und dessen Satzung am 19. Mai 1959 offiziell verkündet. Zweck war und ist, den Amateurfunk im Land zu fördern und Notfunk bei Katastrophenfällen bereitzustellen, wie beispielsweise bei Überschwemmungen, Vulkanausbrüchen oder Wirbelstürmen. Der Club unterhält ein eigenes QSL-Büro und pflegt regelmäßige Kommunikation mit Funkamateuren im Ausland und mit den Behörden. In Nicaragua gibt es inzwischen etwa 200 Funkamateure.
Der CREN ist Mitglied in der International Amateur Radio Union (IARU Region 2), der internationalen Vereinigung von Amateurfunkverbänden, und vertritt dort die Interessen der Funkamateure des Landes.